# شیرمورواران
شیرمورواران(نام علمی: Myrmeleontoidea) نام یک بالاخانواده از زیرراسته شیرمورریختان است.